# Henryk Pachoński

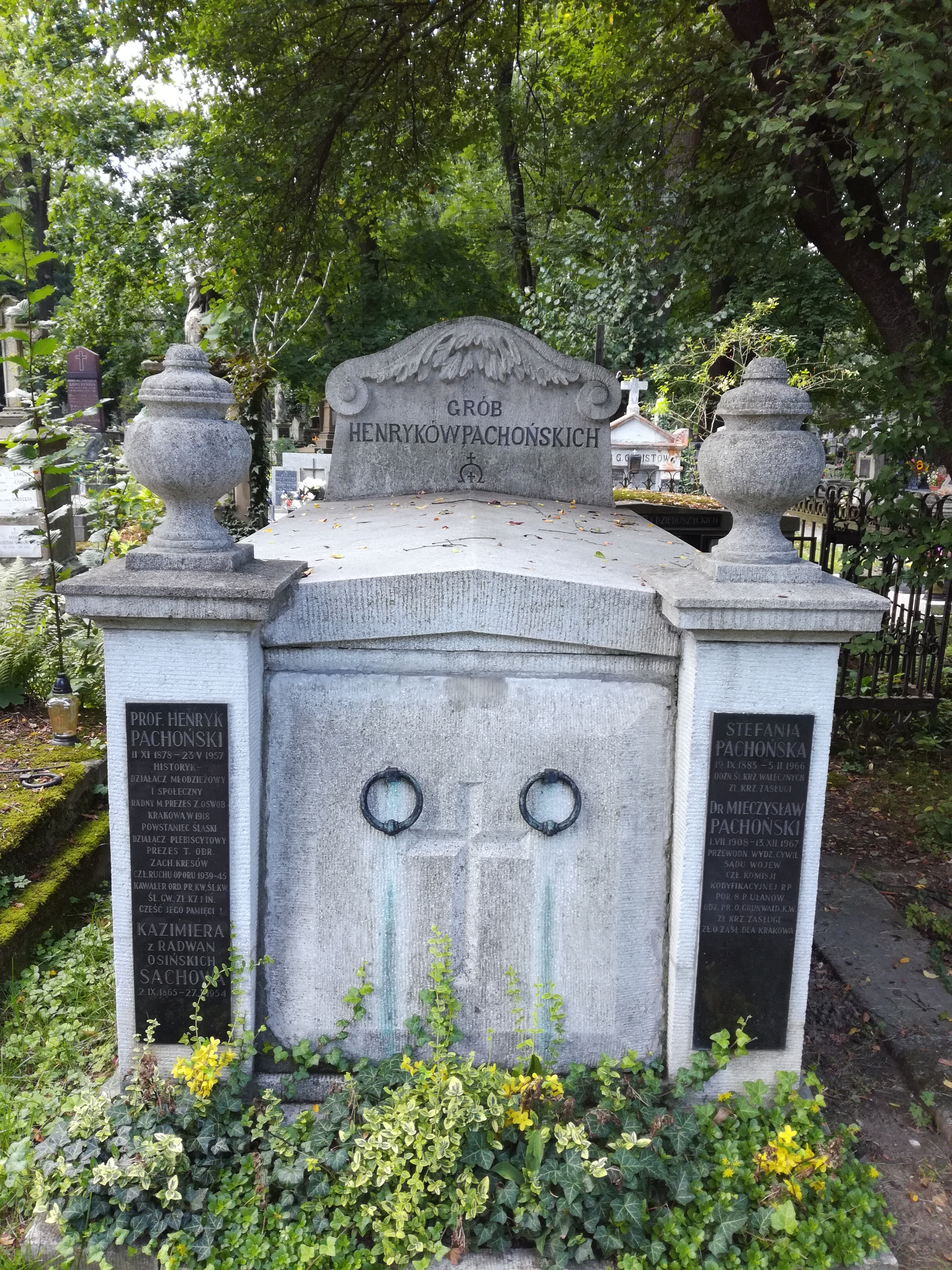
Grób Henryka Pachońskiego na cmentarzu Rakowickim

Henryk Pachoński (ur. 11 listopada 1878 w Skawinie, zm. 23 maja 1957 w Krakowie) – polski historyk, nauczyciel, działacz niepodległościowy. 

## Życiorys
Był synem Tomasza powstańca styczniowego. Ukończył gimnazjum Nowodworskiego w Krakowie. Studiował historię i geografię na Uniwersytecie Jagilellońskim i w Jenie. Pracował jako nauczyciel w Seminarium Nauczycielskim i w innych szkołach krakowskich. Jeden z inicjatorów utworzenia na terenie Galicji gmin szkolnych - ruchu samorządowego młodzieży szkolnej. Przez 11 lat pracował w seminarium żeńskim, a od 1917 w seminarium męskim.
Od 1920 sekretarz generalny Towarzystwa Obrony Zachodnich Kresów Polski, a od 1922 jego prezes. W tymże roku brał udział w uroczystościach przejmowana Górnego Śląska przez polskie władze. W latach 1924–1939 prezes Związku Uczestników Oswobodzenia Krakowa. Radny Miasta Krakowa (1926–1931).
2 maja 1923 został odznaczony Krzyżem Kawalerskim Orderu Odrodzenia Polski.
Pochowany na cmentarzu Rakowickim (kwatera PAS 6-wsch-po prawej Piekardów).
Miał trzech synów: Jana, Mieczysława i Zbigniewa.

## Publikacje
- Geografia Galicji (1912)
- Historya geografii (1912)
- Nasze zadania wobec Śląska (1922)
- Związek Uczestników Oswobodzenia Krakowa (1922)